# Orlești

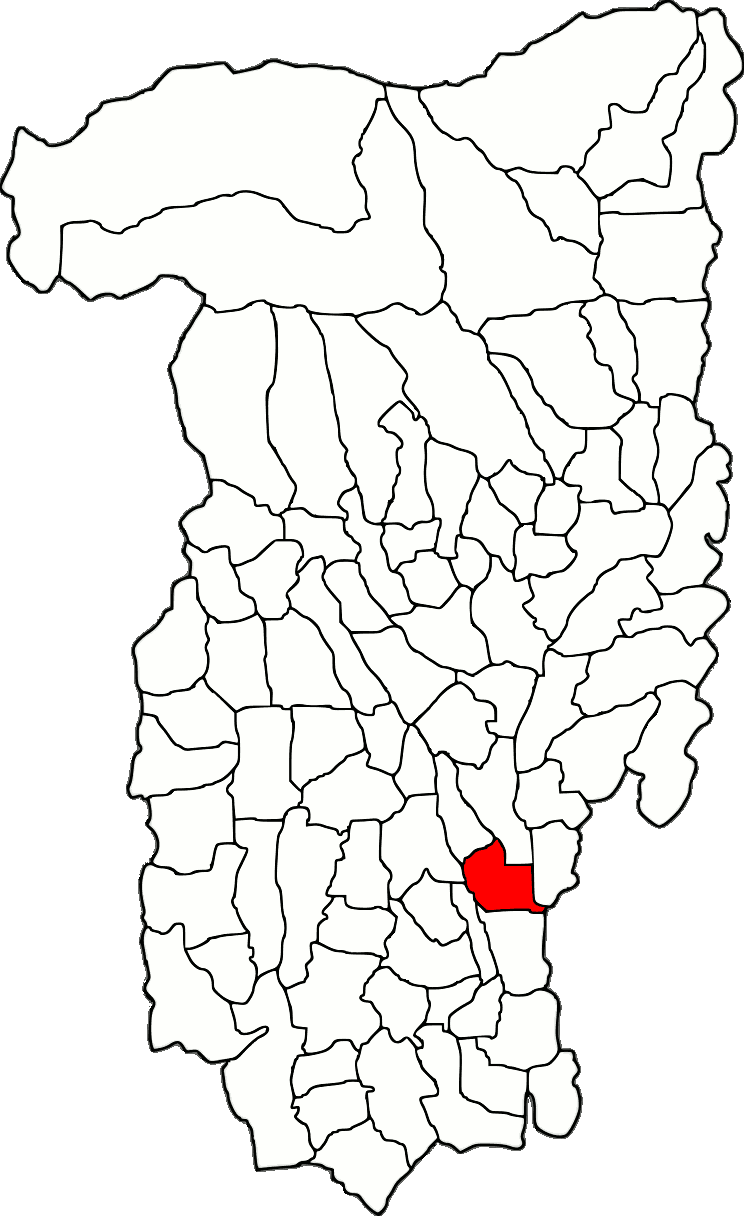
Localização no mapa, da Orlesti, uma comuna romena, localizada na região de Oltênia.

Orleşti é uma comuna romena localizada no distrito de Vâlcea, na região de Oltênia. A comuna possui uma área de 37.48 km² e sua população era de 3298 habitantes segundo o censo de 2007.